# Збинек Іргл
Збинек Іргл (чеськ. Zbyněk Irgl; 29 листопада 1980, м. Острава, ЧССР) — чеський хокеїст, правий нападник. Виступає за «Оцеларжи» у Чеській екстралізі. 
Вихованець хокейної школи ХК «Вітковіце». Виступав за ХК «Вітковіце», «Слезан» (Опава), «Локомотив» (Ярославль), «Атлант» (Митищі), «Динамо» (Мінськ).
В чемпіонатах Чехії — 409 матчів (98+77), у плей-оф — 47 матчів (9+5). В чемпіонатах Швейцарії — 0 матчів (0+0), у плей-оф — 15 матчів (8+4).
У складі національної збірної Чехії учасник чемпіонатів світу 2006, 2007, 2008 і 2009 (25 матчів, 5+6). У складі молодіжної збірної Чехії учасник чемпіонату світу 2000. У складі юніорської збірної Чехії учасник чемпіонату Європи 1998.
Досягнення
- Срібний призер чемпіонату світу (2006)
- Чемпіон Швейцарії (2007)
- Переможець молодіжного чемпіонату світу (2000).